# Ophovenermolen
De Ophovenermolen is een watermolen gelegen in het voormalige gelijknamige dorp Ophoven, dat nu een wijk vormt van Sittard, gemeente Sittard-Geleen, in de Nederlandse provincie Limburg. De molen, die tot rijksmonument is verklaard, heeft een middenslagrad met een middellijn van 5,92 m en is gesitueerd op de linkeroever van de Geleenbeek aan de rand van het stadspark. Het huidige tweelaags U-vormige molengebouw dateert uit 1716.

## Historie
De geschiedenis van de molen gaat terug tot 1348 toen de molen behoorde tot het leengoed van de heren van Valkenburg die tevens de heren van Sittard waren. Later kwam de molen in het bezit van de hertogen van Gulik. Deze heren oefenden het molenbanrecht uit in Sittard. De eerste vermelding staat in een akte van 10 juni 1406. In die tijd was de molen een graanmolen die behoorde tot de ertegenover gelegen Ophovenerhof. Later werd de molen gebruikt als oliemolen. In 1479 werd het Bornse leengoed verheven door Cornelis van Guttecoven, die de molen doorverkocht aan Joghan van Guttecoven, die de molen mee verhief en weer doorverkocht aan graaf Vincentius van Meurs en Sarwerden, waarna nog een aantal leenverheffingen binnen de Bornse Mankamer volgden, de laatste op 17 oktober 1624.
In de zestiende eeuw kwamen de Ophovenerhof en de molen in beheer van de familie van Dobbelstein. Vanaf 1627 werd de molen telkens verpacht door de rentmeesters van de hertog.
In 1798 werden de hertogelijke goederen door de Fransen in beslag genomen en in 1805 openbaar verkocht. Eigenaar werd Jan Baptist Strijbos uit Sittard die de molen, na de opheffing van het middeleeuwse banrecht, liet verbouwen van oliemolen tot korenmolen. Tegen deze verbouw kwam de eigenaar van de banmolen aan de Molenbeek in Sittard, Jan Willem Engelen, in het geweer, aangezien hij claimde dat alleen deze molen van oudsher het recht had om graan te malen. In 1811 wees het gerecht de aanspraken van Engelen af aangezien volgens de gewijzigde Franse wetgeving elke burger het recht had om een graanmolen te exploiteren mits hij vergunning had om van een bestaande waterloop gebruik te maken. Latere eigenaren waren de Sittardse dokter Kribs en na hem Jan Hubert Nijssen, toen ook al eigenaar was van de Sittardse banmolen. Door zijn huwelijk met een dochter van Nijssen werd Jacob Gustaaf Laudy de volgende eigenaar.
In de jaren 1860 werd een aantal verbeteringen aangebracht en kreeg de molen een middenslagrad waarvan de middellijn 5,16 m en de breedte 0,82 m bedroeg. In 1893 werden het waterrad en de waterwerken aan de molen vernieuwd. Er werd, voor het bereiken van een groter vermogen, een nieuw houten waterrad aangebracht met een middellijn van 5,32 m en de breedte op 1,25 m.
In 1908 werd het waterrad vervangen door een ijzeren middenslagrad met een middellijn van 5,90 m en een breedte van 1,20 m en het houten gangwerk met de maalstoel door een gietijzeren constructie. In 1912 volgde een herbouw van het huis en de schuur met houtzagerij.

## Restauraties
Na de Tweede Wereldoorlog werd er niet veel meer met de molen gemalen. In 1949 werd hij nog wel gerestaureerd, maar als gevolg van stilstand en verwaarlozing ging de staat weer snel achteruit. De laatste eigenaar die het beroep van molenaar op de Ophovenermolen uitoefende, was August Laudy. In 1955 werd de molen stilgelegd.
Eind 1973 besloot de stichting Jacob Kritzraedt tot aankoop van de Ophovenermolen, waarna een uitgebreide restauratie volgde die in 1976 werd voltooid. Zo is er van de molens in het oude Sittard ten minste één bewaard gebleven. In 1980 startten Niek en Susanne Hodzelmans het restaurant Le Caribou in de molen. In 1983 raakte het molenwiel door hoge waterstand ontzet. Na een geslaagde tweede restauratie in 1998 was ook het molengedeelte weer helemaal bedrijfsklaar gemaakt en kon de molen weer als vanouds draaien, aangedreven door de kracht van de Geleenbeek.
In 2003 is de molen als waterkrachtcentrale gaan functioneren voor opwekking van natuurstroom. Sindsdien is hij 24 uur per dag in bedrijf en levert hij een continu vermogen van 19 kW aan het elektriciteitsnet, wat genoeg is voor circa 30 huishoudens. Momenteel is er in het molengebouw een café-restaurant gevestigd. In 2021 is de Geleenbeek tijdelijk omgeleid vanwege de herinrichting van het aangelegen stadspark. Het molenrad is toen tijdelijk verwijderd en gerestaureerd.